# Institut del Teatre
L'Institut del Teatre és un centre superior públic, dedicat a la formació, la creació, la recerca, la conservació i la difusió de patrimoni en el camp de les arts escèniques. Es va inaugurar sota el nom d'Escola Catalana d'Art Dramàtic l'any 1913 per Adrià Gual amb el suport del llavors president de la Mancomunitat de Catalunya, Enric Prat de la Riba, i el suport de la Diputació de Barcelona. Des de l'any 2000 té la seu a la Plaça Margarida Xirgu, a la muntanya de Montjuïc de Barcelona, juntament amb el Teatre Lliure i el Mercat de les Flors.

## Organització
El 16 de febrer del 1990, en una sessió plenària extraordinària de la Diputació de Barcelona, es va acordar la creació d'un organisme autònom de caràcter administratiu anomenat Institut del Teatre i ja no directament vinculat a la Presidència de la Diputació. El 2001 i 2002, el Ple de la Diputació de Barcelona va aprovar respectivament els estatuts i el reglament general de l'Institut, constituït per un Consell General, una Junta de Govern i un Consell de Direcció com a òrgans rectors.

## Història

### 1913-1939: De la fundació a la derrota republicana
L'any 1913 es creà l'Escola Catalana d'Art Dramàtic (ECAD) amb Adrià Gual com a director-fundador, dins el marc del Conservatori del Liceu, que des del 1837 (Liceu Filarmònico-Dramàtic de Montsió) ja contenia disciplines dramàtiques. Tenia com a objectiu articular una plataforma que inclogués la formació, la recerca, la creació i la divulgació en les arts escèniques. El 1915, l'Escola es convertí en un organisme autònom, a través d'un patronat creat per la Diputació, al qual, dos anys més tard, s'incorporaria l'Ajuntament de Barcelona.
Durant aquest mateix any, l'ECAD tragué al carrer la publicació La Gaseta Catalana d'Art Dramàtic. L'any 1920, la Mancomunitat de Catalunya va ocupar el lloc de la Diputació al patronat. El 1923 es donà un revulsiu a l'Escola amb la incorporació del Museu del Teatre, la Dansa i la Música de l'Ajuntament de Barcelona, i l'inici dels estudis d'escenografia i de la publicació de la Biblioteca Teatral.
Amb la dictadura de Primo de Rivera començaren les dificultats i la castellanització de l'entitat. L'any 1926 es dissolgué la Mancomunitat de Catalunya, de manera que la Diputació en solitari assumí l'ECAD.
L'any 1931, la Generalitat de Catalunya es féu càrrec en exclusiva de l'entitat i instal·là la primera seu estable al carrer d'Elisabets. En aquesta època, la direcció canvià d'Adrià Gual a Joan Alavedra, substituït també per Enric Gimenez, tot i que Alavedra acabà tornant-hi com a director.
L'any 1936 s'hi incorporaren els estudis de Dansa i direcció escènica, però aquest no es desenvoluparia fins després de la Guerra Civil.

### 1939-1988: La refundació
El 1939 passà a anomenar-se Institut del Teatre i la Diputació tornà a encarregar-se'n en solitari, amb Guillermo Díaz-Plaja de director. Els estudis eren reduïts a la declamació escenografia, i el 1944 l'Institut es va integrar dins del Conservatori Superior de Música i Declamació de Barcelona. En aquesta època s'hi van desenvolupar els estudis de Dansa, que foren reconeguts oficials, i el 1952 esdevingué Escola Superior d'Art Dramàtic i Dansa, amb Artur Carbonell de director.
El 1954 es va inaugurar el Museu d'Art Escènic al Palau Güell, amb la biblioteca i l'arxiu, i el 1957 s'inicià la publicació de la revista Estudios Escénicos. El 1968 es produí l'adquisició del valuós fons d'Artur Sedó (més de 90.000 títols).
El 1970, amb Hermann Bonnín de director, l'Institut es va ampliar amb els departaments de Dansa contemporània, Mim i pantomima, Titelles i marionetes, Llenguatge audiovisual i Ciències teatrals. El 1976 es va crear el Centre d'Estudis i Documentació de les Arts de l'Espectacle i la Comunicació, amb Xavier Fàbregas al capdavant, i el 1978 s'hi va celebrar el XIII Congrés de Biblioteques i Museus de les Arts de l'Espectacle.
El 1980, Bonnín fou destituït i es nomenà una comissió gestora. El 1981, amb Josep Muntanyès com a nou director, la seu es traslladà a la Casa Cordelles del carrer Sant Pere Més Baix. El 1985 s'hi va celebrar el Congrés Internacional del Teatre, i el 1986 l'Institut fou adscrit a la Universitat Autònoma de Barcelona, amb les titulacions avalades com a diplomatures.

### 1988-2012: Cap a de les Arts Escèniques
El 1990, l'Institut participà en la gestació de la LOGSE i els nous plans d'estudis que se'n desprenien. El 1992, Pau Monterde passà a ser el director i s'iniciar els nous estudis i especialitats d'Interpretació, Escenografia i Direcció-Dramatúrgia. El 1995 s'iniciaren els estudis del Grau Professional de Dansa, i el 1997 els de Tècniques de l'Espectacle, amb format de Cicle Superior de FP, amb especialitats de so, luminotècnia i maquinària escènica. Aquell mateix es va crear IT Dansa, i el 1999 començaren els estudis del Doctorat en Arts Escèniques, amb el Departament de Filologia Catalana de la Universitat de Barcelona, en col·laboració amb altres universitats.
L'any 2000 es va produir el trasllat a la vova seu de la Ciutat del Teatre, i es van aprovar els nous estatuts, que definien l'Institut com a conglomerat docent, cultural, de recerca i de difusió, en la línia del projecte original. Tambe s'iniciaren els estudis integrats de Secundària i de Dansa, i el 2001 els estudis superiors de Dansa.
El 2002 es va aprovar el reglament general de l'Institut i va morir el director Josep Muntanyès, essent substituït per Jordi Font. El febrer del 2004, l'Institut impulsà una declaració pública, signada per vint escoles superiors de teatre, música i dansa de tot l'Estat, en favor d'una legislació que completés la incorporació definitiva i específica dels ensenyaments artístics als estudis superiors. També es va convocar l'Aula TMD. L'article Por la excepción artística en las enseñanzas superiores de Jordi Font a la premsa espanyola desencadenà el diàleg oficial, i oer encàrrec del Ministeri d'Educació, l'Institut elaborpà el document El ecosistema necesario para el normal desarrollo de las enseñanzas artísticas superiores.
Entre 2005 i 2009 es va digitalizar el fons del Museu de les Arts Escèniques, donant lloc a Escena Digital, amb les col·leccions d'escenografia, cartellisme, titelles, indumentària, fons d'art, etc. El 2006, en la línia reivindicada per l'Institut, aquest promou i s'inicia l'elaboració curricular conjunta de les escoles d'art dramàtic i de les escoles de dansa. Entre 2007 i 2009, l'Institut tingué un paper 
decisiu dins del Consell Superior d'Ensenyaments Artístics de l'Estats, amb Jordi Font com a ponent del Reial Decret d'Art Dramàtic i membre de la ponència del Reial Decret d'Ordenació. El 2010, els ensenyaments artístics esdevingueren subjectes de ple dret de l'Espai Europeu d'Educació Superior. L'Institut, esdevingué, de fet, la Universitat de les Arts Escèniques de Catalunya. També es va signar el conveni amb l'Ajuntament de Barcelona de cessió del Pavelló de la premsa de l'Exposició del 1929 per a instal·lar-hi l'exposició permanent del Museu de les Arts Escèniques. El 2011 es va posar en marxa, juntament amb el Departament d'Educació, del procés de normalització de la titulació del professorat en situació disfuncionada, i del treball conjunt entre l'Institut (centre integrat del Grau Professional de Dansa i ESO) i l'Escola Oriol Martorell, per a l'articulació de l'itinerari públic integrat de dansa.

### 2013-2015: El Centenari 1913-2013
El 4 de febrer del 2013, quan es complien 100 anys de la primera classe impartida per lAdrià Gual a l'Escola Catalana d'Art Dramàtic, s'inauguraren els actes del centenari amb l'espectacle Petits moments de vida, dirigit per Joan Ollé. Dins dels actes, l'Institut del Teatre acullí la celebració del Congrés de la International Federation for Theatre Research (IFTR) i de les V Jornadas de Inclusión Social y Educación en las Artes Escénicas, que donaren lloc a la convocatòria del I Fòrum d'Arts i Inclusió Social celebrat el mateix any. També s'organitzaren les Jornades de Teatre i Municipi i el Fòrum de Pedagogia sobre les Arts i les Tècniques de l'Espectacle. Es presentaren les funcions del 15è aniversari de creació de la jove companyia IT Dansa i s'organitzaren les exposicions: Els primers 100 anys, Adrià Gual (1872-1943) el perfum d'una època i Adrià Gual, l'escenògraf de la modernitat. També s'impulsa la creació del Projecte de Recerca de les Arts Escèniques Catalanes, PRAEC.
El 2014, el centenari es tancà amb la celebració del Fòrum de Pedagogia sobre les Arts i les Tècniques de l'Espectacle i l'acte de cloenda Cent i Cent, que donà el relleu al centenari de la Mancomunitat de Catalunya. A més, el Foment de les Arts i del Disseny concedí la seva medalla a l'Institut del Teatre «per la seva bona tasca, energia inesgotable i valentia». També arrencà el projecte pedagògic ITNC en col·laboració amb el Teatre Nacional de Catalunya, amb la posada en escena d'El Cantador de Serafí Pitarra amb una companyia formada íntegrament per graduats de l'Escola Superior d'Art Dramàtic. Finalment s'ingresà a l'International Theather Institute (ITI), l'organització d'arts escèniques més gran del món, fundada el 1948 per experts de teatre i dansa i UNESCO.
El 2015 es produí la cessió al MAE de l'arxiu documental i audiovisual de la companyia La Fura dels Baus. També se celebrà la segona edició del projecte pedagògic ITNC en col·laboració amb el Teatre Nacional de Catalunya, amb la posada en escena de Tirant lo Blanc de Joanot Martorell. Es presentà el llibre commemoratiu del centenari i s'inaugurà l'exposició La memòria de les arts efímeres. Gira internacional d'IT Dansa per França, Suïssa i Luxemburg. S'inauguraren nous postgraus de Moviment i Educació i Relats Urbans, aquest amb el Museu d'Història de Barcelona, (MUHBA). Primera convocatòria del Premi de Dansa de l'Institut del Teatre. Participació en el seminari El teatro independiente en España: 1962-1980 dins del projecte interinstitucional amb el Museo Nacional - Centro de Arte Reina Sofía de Madrid, el Centro de Documentación Teatral (CDT) de l'INAEM i el Centro de Documentación de la Junta de Andalucía. Celebració del "II Fòrum d'Arts Escèniques Aplicades" organitzat a través de l'Observatori de les Arts Escèniques Aplicade - Comunitat, Educació i Salut -, constituït per l'Institut del Teatre amb la col·laboració del British Council, ConArte Internacional, Fira Internacional de Teatre Integratiu (FITI), L'Auditori, Mercat de les Flors, MNAC, Teatre Lliure i TNC. La nova directora general del centre era Magda Puyo.

## Programes artístics i pedagògics
Des de l'Institut del Teatre s'impulsen programes artístics i pedagògics en art dramàtic, dansa i tècniques de l'espectacle, adreçats especialment a les persones graduades de les diferents escoles del centre.

### IT Dansa
IT Dansa és un curs de postgrau pels graduats del CPD o ballarins externs. La principal missió de la companyia és proporcionar als graduats en dansa, oportunitats de pràctica professional de dos anys -el temps que dura el postgrau- amb coreografies de destacats artistes i amb un programa d'actuacions al circuit teatral.

### IT Teatre
Projecte pedagògic innovador i d'investigació que preveu la gestació i el desenvolupament d'un projecte artístic en totes les seves vessants i la seva posterior exhibició en circuits professionals, creat amb l'objectiu de proporcionar als graduats i graduades de totes les especialitats de l'Escola Superior d'Art Dramàtic l'oportunitat de participar en un procés creatiu i de producció complet, sempre relacionat amb les tècniques i les estètiques més contemporànies.

### IT Tècnica
Projecte pedagògic orientat a aconseguir una major especialització en l'àmbit de la producció tècnica d'espectacles en viu. Es tracta d'un curs becat, fonamentalment pràctic, durant el qual els estudiants aconsegueixen coneixements i experiència a través de la gestió tècnica real de diferents projectes artístics, o participant en gires professionals de peces escèniques de teatre, dansa o òpera. S'adreça principalment a les persones graduades de l'ESTAE o a les persones que hagin superat els cicles formatius de grau superior (Imatge i So).

## Centres

### Institut del Teatre de Barcelona
La seu principal de l'Institut del Teatre està situada a la muntanya de Montjuïc de Barcelona. L'edifici, on s'imparteix l'ESAD, el CSD i l'EESA/CPD, compta a més a més amb dos teatres i un centre de documentació. D'una banda, el Teatre Ovidi Montllor, un espai a la italiana que incorpora tots els elements tecnològics per potenciar el paper de teatre-escola, i té una capacitat de 320 espectadors. D'una altra banda, el Teatre Estudi, una petita sala experimental que permet la investigació de diverses possibilitats d'ubicació d'escenari i públic, i permet l'accés a 120 espectadors. I a més, el Centre de Documentació i Museu de les Arts Escèniques.

### Centre del Vallès (Terrassa)
El Centre del Vallès de l'Institut del Teatre va ser creat l'any 1974 per un acord amb l'Ajuntament de Terrassa. A banda de les instal·lacions docents, disposa d'una sala polivalent, la Sala Maria Plans amb possibilitats d'investigació d'espai i amb capacitat per 100 espectadors, i comparteix amb l'Ajuntament de Terrassa el Teatre Alegria, un espai polivalent amb capacitat per 250 espectadors. La formació que ofereix és tècnica, atorgant títols de Tècnics de so, luminotècnica i maquinària escènica.

### Centre d'Osona (Vic)
El Centre d'Osona de l'Institut del Teatre va ser creat l'any 1976 per un conveni entre la Diputació de Barcelona i l'Ajuntament de Vic. El conjunt d'activitats pròpies i les col·laboracions l'han convertit en un referent de l'activitat cultural a Vic i a la comarca. La infraestructura, a més de l'espai docent, compta amb el Teatre Laboratori, que funciona alhora com a sala d'actes, teatre i sala d'exhibicions d'espectacles de petit format i d'investigació, i té una capacitat de 100 espectadors. La formació se centra en teatre i dansa i ofereix estudis de Postgrau en Teatre i Educació, Postgrau en Moviment i Educació i el Projecte VIC (Viver d'investigació i creació).

### Centre de Documentació i Museu de les Arts escèniques
El Centre de Documentació i Museu de les Arts Escèniques (MAE) és una institució museística amb seu a Barcelona que està especialitzada en teatre, dansa, òpera, sarsuela, varietats, màgia, circ i manifestacions parateatrals. El MAE aplega dins seu una biblioteca, un arxiu i un museu. Els seus objectius principals són preservar la memòria de les arts escèniques de Catalunya, donar suport a la docència i a la recerca i difondre els seus fons bibliogràfics, museístics i d'arxiu de l'Institut del Teatre. Compta, a més, amb unes altres dues biblioteques: una a Terrassa i la tercerca a Vic.

## Directors
Fontː
- Adrià Gual i Queralt (1913-1934)[16]
- Joan Alavedra i Segurañas (1934, deposat pels Fets d'Octubre)[16]
- Enric Giménez (interí, 1934-1936)[16]
- Joan Alavedra i Segurañas (1936-1939)[16]
- Guillem Díaz-Plaja i Contestí (1939-1970); de forma interina entre 1939 i 1941, i de forma oficial i de iure entre 1941 i 1970. Tot i que de facto a partir de 1952 qui va exercir més com a director general fou el sotsdirector Artur Carbonell i Carbonell.[17]
- Hermann Bonnín i Llinàs (1971-1981)[18][19]
- Josep Montanyès i Moliner (1981-1988)[20]
- Jordi Coca i Villalonga (1988-1992)[21]
- Pau Monterde i Farnés (1992-2002)[21]
- Josep Montanyès i Moliner (provisional, juliol 2002 - novembre 2002)[21][22]
- Jordi Font i Cardona (2002-2014)[21][23]
- Magda Puyo Bové (2015 - 2021)[24]
- Núria Plana (provisional, febrer 2021 - juliol 2021)[25]
- Sílvia Ferrando (2021 - 2024)[26]
- Núria Plana (2024 - )[27]